# 미나미사카이데역
미나미사카이데역(일본어: 南酒出駅)은 일본 이바라키현 나카시에 위치한 동일본 여객철도 스이군선 히타치오타 지선의 철도역이다. 단선 승강장 1면 1선의 구조를 갖춘 지상역이다.

## 역 주변
- 국도 제349호선

## 역사
- 1935년 9월 1일 : 국유철도의 히타치사카이데역으로서 개업. 여객 취급만.
- 1941년 8월 10일 : 영업 휴업.
- 1953년 2월 1일 : 영업 재개. 동시에 미나미사카이데역으로 개칭.
- 1987년 4월 1일 : 일본국유철도 분할 민영화에 의해, 동일본 여객철도가 승계.

## 인접 역
| 스이군선                   | 스이군선          | 스이군선               |
| -------------------------- | ----------------- | ---------------------- |
| 가미스가야 가미스가야 방면 | ■ 히타치오타 지선 | 누카다 히타치오타 방면 |